# Cleora mjoebergi
Cleora mjoebergi är en fjärilsart som beskrevs av Louis Beethoven Prout 1926. Cleora mjoebergi ingår i släktet Cleora och familjen mätare. Inga underarter finns listade i Catalogue of Life.